# Diacamma panayense
Diacamma panayense är en myrart som beskrevs av Wheeler och Chapman 1925. Diacamma panayense ingår i släktet Diacamma och familjen myror. Inga underarter finns listade i Catalogue of Life.